# Nočni kralj
Nočni kralj (angleško Night king) je izmišljena oseba iz fantazijske literature ameriškega pisatelja Georga R. R. Martina. Pojavi se v seriji romanov Pesem ledu in ognja (ang. A Song of Ice and Fire). Nočni kralj pripada izmišljeni vrsti imenovani Beli hodci (ang. White Walkeres). Je tudi njihov poglavar ter vodja vojske neživcev. Nočni kralj se prvič pojavlja v pripovedkah stare pestunje, ki jih pripoveduje Starkovim otrokom v Zimišču (ang. Winterfell). Pomembnejšo vlogo dobi v zaključku serije, kjer postane eden od glavnih oseb v boju v izmišljenem svetu imenovanem Zahodnje (ang. Westeros). 

## Življenje in delo

### Legenda:
Legenda o njegovem izvoru pravi, da je bil Nočni kralj sprva 13. gospod poveljnik (ang. Lord Commander) nočne straže (ang. Night's Watch), ki se je zaljubil v Belega hodca (žensko). Pripeljal naj bi si jo k sebi na Zid, kjer se je z njo poročil in sebe okronal za kralja. Po izročilu naj bi se skupaj pečala s črno magijo. To so ustavili Divježi (ang. widlings) in hiše Severa, ki so ga premagale. Po porazu naj bi pobegnil v Vselejzimje (območje večne zime na skrajnem severu Zahodnjega). Tam naj bi tisočletja spal pod ledom in snegom z namenom, da nekega dne s svojo vojsko osvoji celoten svet.
V televizijski seriji Igra prestolov se prav tako pojavi Nočni kralj, čeprav ni povsem jasno, ali gre za isto osebo kot iz romanov, ali pa so ustvarjalci prevzeli zgolj ime.
V televizijski seriji so Nočnega kralja ustvarili Otroci gozda (ang. The children of the fores), ki so mu v prsi zarili "bodalo" iz obsidiana ali zmajskega stekla (ang. Dragonglass). Ustvarili so ga za lastno zaščito pred Prvimi ljudmi (ang. The First men), ki so prodirali na območja Otrok gozda, le ti pa se sami niso mogli boriti proti njim. Kmalu je Nočni kralj ušel Otrokom izpod nadzora in ti so skupaj z Prvimi možmi sklenili zavezništvo v boju zoper Nočnega kralja, Bele hodce in vojske neživcev. Kralj je bil premagan in prav tako kot v romanih naj bi se zatekel v Veseljzimje. Po več tisočletnem spancu je začel svoj pohod na jug.

### Pomen:
Nočni kralj je pomembna osebnost v seriji Pesem ledu in ognja. Njegovo mističnost gradijo predvsem dolgo obdobje, v katerem o njem ni bilo drugih zgodb kot le pripovedke, pomanjkanje trdnih dokazov in zapisov v starih knjigah, saj so ga po porazu tako rekoč izbrisali iz zgodovine Zahodnjega ter njegova nenaravnost, saj gre za fantazijsko bitje ter nepoznavanje njegovih vojaških namenov. Postal je eden od najbolj priljubljenih likov Igre prestolov ter pomemben del blagovne znamke (podobno kot na primer železni prestol). Vzporednice z njim lahko prenesemo tudi v današnji svet, saj ga lahko opišemo kot malo znanega nasprotnika, katerega ciljev, namenov in prijemov ne poznamo. Gre za skupnega sovražnika človeštva, ob katerem je treba pozabiti razlike in spore, ki nas delijo in se z vsemi silami spopasti z njim. Njegov delovanje najbolje opiše rek družine Stark:" Zima prihaja" (ang. "Winter is coming"). Pomeni, da za vse prihajajo slabi in hudi časi.